# Pirata uliginosus
Pirata uliginosus este o specie de păianjeni din genul Pirata, familia Lycosidae. A fost descrisă pentru prima dată de Thorell, 1856. Conform Catalogue of Life specia Pirata uliginosus nu are subspecii cunoscute.